# دمگاه (کمیک)
دمگاه (به انگلیسی: Forge) یک شخصیت تخیلی و ابرقهرمانانه در کتاب‌های کامیک می‌باشد. این کاراکتر به دست کریس کلیرمونت و جان رومیتا، پسر خلق شده و در مردان-اکس غیرطبیعی شماره ۱۸۴ام (اوت ۱۹۸۴) معرفی شد.
جدا از کتاب‌های کامیک، شرکت مارول از دمگاه در دیگر کالاهای خود از جمله پوشاک، اسباب‌بازی، ورق بازی، انیمیشن‌های تلویزیونی و بازی‌های رایانه‌ای استفاده کرده است.
او که قدرت‌هایش شامل نبوغ سرشار، توانایی ابرانسانی در اختراع، چندین قدرت ناشناخته، تفنگدار حرفه‌ای می‌شود، عضو گروه‌های ابرقهرمانانه‌ای چون مردان-ایکس، نیروی ایکس و ایکس فکتور می‌باشد.
وی با طوفان رابطهٔ احساسی داشت اگر چه علاقهٔ واضحش به فرهمندی علت پیوستنش به مردان ایکس بود.